# Battaglia di Mikatagahara
La battaglia di Mikatagahara (三方ヶ原の戦い?, Mikatagahara no tatakai) è una delle più note battaglie della campagna militare del daimyō Takeda Shingen; si svolse nel gennaio del 1573 nella provincia di Tōtōmi, in Giappone, ed è da molti considerata come una delle sue maggiori dimostrazioni di abilità tattiche nell'uso della cavalleria.

## Il primo attacco
Takeda Shingen, decidendo di muovere verso sud con l'obiettivo di attaccare Tokugawa Ieyasu presso la sua fortezza di Hamamatsu, incontrò le truppe nemiche sull'altopiano di Mikata, situato poco a nord della fortezza stessa. Secondo quanto riportato dal Kōyō Gunkan, un documento con la cronistoria delle imprese militari del clan Takeda, le forze di Shingen superavano quelle di Ieyasu in un rapporto approssimativo di 3 a 1, ed erano schierate nella formazione gyōrin (魚鱗, scaglia di pesce). Le truppe di Ieyasu erano invece disposte in linea, per sfruttare a pieno gli archibugieri.
Alle quattro del pomeriggio circa cominciò a nevicare, e gli archibugieri di Tokugawa aprirono il fuoco. L'utilizzo di armi da fuoco era relativamente nuovo in Giappone, e quindi era da molti considerato un fattore in grado di essere determinante per l'esito di una battaglia; lo stesso Ieyasu riteneva che la sua superiorità nell'armamento potesse permettergli di avere la meglio sulle tattiche nemiche. Shingen avanzò con la sua famosa carica di cavalleria contro gli archibugieri di Tokugawa e li travolse; alcuni di essi resistettero, ma molti si ritirarono, fuggirono o furono uccisi.

## Il secondo attacco
Al termine di questo primo scontro Shingen fece ritirare le truppe avanzate, offrendo loro la possibilità di riposare; Takeda Katsuyori ed Obata Masamori, alla guida di un nuovo gruppo di cavalieri diedero il via ad una seconda carica. Essi furono presto raggiunti dal grosso dell'esercito Takeda, che spinse le truppe nemiche ad una netta ritirata. Ieyasu inviò Ōkubo Tadayo, uno dei suoi comandanti, a piantare il suo uma-jirushi (una grande insegna con il simbolo di un ventaglio dorato) per fornire un punto d'incontro presso Saigadake, dove l'altopiano diventa meno ripido; aveva in mente di impegnare nuovamente l'esercito di Takeda per liberare i suoi generali intrappolati, ma fu persuaso da Natsume Yoshinobu a ritirarsi: la sua vita era troppo importante per correre un tale rischio. Fu Yoshinobu a condurre una disperata carica contro truppe di Takeda, nella quale perse la vita.

## La ritirata

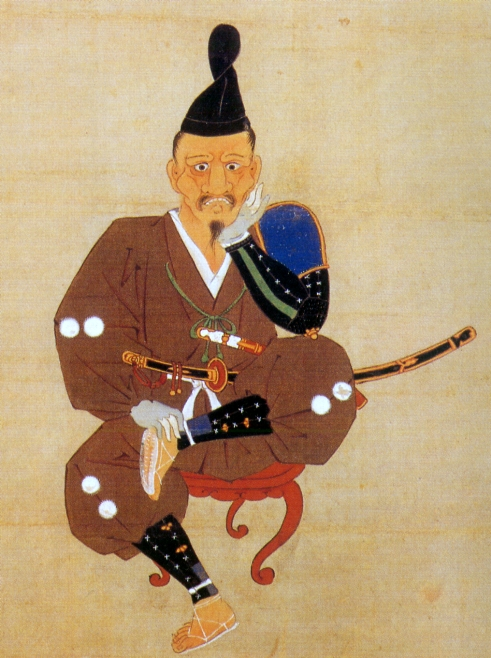
Tokugawa Ieyasu dopo la sconfitta a Mikatagahara

Quando Tokugawa fece ritorno alla fortezza di Hamamatsu, viene riferito che fosse accompagnato da soli cinque uomini; la battaglia aveva avuto un esito rovinoso. Tuttavia, egli comandò che le porte della fortezza rimanessero aperte, e che fossero accesi dei bracieri per guidare al sicuro il suo esercito in ritirata. Sakai Tadatsugu, uno dei Quattro Guardiani dei Tokugawa suonava un grande tamburo di guerra con lo scopo di infondere coraggio agli uomini in questa nobile, strenua ritirata. Questa tattica è chiamata "strategia della fortezza vuota": quando l'avanguardia Takeda, guidata da Baba Nobuharu e Yamagata Masakage, udì i tamburi e vide i bracieri accesi e le porte aperte, pensò che Tokugawa stesse preparando una trappola, e così si fermò decidendo di accamparsi per la notte.
Durante la notte, un piccolo gruppo di guerrieri Tokugawa attaccò il campo Takeda, incalzando le truppe e spingendole in un burrone nel quale precipitarono inermi. L'esercito di Takeda si ritirò la mattina seguente.